# بيتار بوبوفيتش (لاعب كرة سلة مواليد 1979)
بيتار بوبوفيتش (بالصربية: Петар Поповић) مواليد 28 يوليو 1979 في بلغراد، جمهورية صربيا الاشتراكية، هو لاعب كرة سلة صربي. بدأ مسيرته الاحترافية في سنة 1999. مثّل منتخب بلاده. شارك في دورة الألعاب الأولمبية الصيفية سنة 2004. حقق المركز الأول في الألعاب الجامعية الصيفية 2001.

## المسيرة الاحترافية
لعب مع نادي ريد ستار لكرة السلة في موسم 2000–2001، ثم لعب مع تريفيزو لكرة السلة في الدوري الإيطالي في موسم 2005–2006، ثم لعب مع جوفينتوت بادالونا في الدوري الإسباني في موسم 2007–2008، ثم لعب مع سي بي إستوديانتس من سنة 2008 إلى 2010، ثم لعب مع أرتلاند دراغونز في الدوري الألماني في موسم 2012–2013.

## الميداليات
| الميدالية | المسابقة                      |
| --------- | ----------------------------- |
| ذهبية     | الألعاب الجامعية الصيفية 2001 |

## روابط خارجية
- بيتار بوبوفيتش على موقع الاتحاد الدولي لكرة السلة (الإنجليزية)
- بيتار بوبوفيتش على موقع الدوري الأوروبي لكرة السلة (الإنجليزية)
- بيتار بوبوفيتش على موقع الدوري الإسباني لكرة السلة (الإسبانية)
- بيتار بوبوفيتش على موقع كرة السلة الأوروبية.كوم (الإنجليزية)
- بيتار بوبوفيتش على موقع ريلجم (الإنجليزية)
- بيتار بوبوفيتش على موقع بروبوليرز (الإنجليزية)
- بيتار بوبوفيتش على موقع سبورتس رفرنس (الإنجليزية)
- بيتار بوبوفيتش على موقع أوليمبيديا (الإنجليزية)